# Zwittrova ulica, Novo mesto
Zwittrova ulica je ena od ulic v Novem mestu. Od leta 1993 se imenuje po zgodovinarju in akademiku Franu Zwittru. Ulica obsega 11 hišnih številk, poteka pa od bencinske črpalke na Ljubljanski cesti proti Marofu. Pred letom 1993 je bila ta ulica del ulice Kettejev drevored.